# 町田君的世界
《町田君的世界》是創作的日本少女漫畫，於《別冊瑪格麗特》2015年4月號至2018年5月號期間連載。
第19屆（2015年）日本新媒體動漫藝術節漫畫部門新人獎、第20屆（2016年）手塚治虫文化獎新生獎得獎作品。
改編真人電影於2019年6月7日上映，石井裕也執導，由當時還是新人的細田佳央太和關水渚飾演男女主角。

## 出版書籍
| 卷數 | 集英社         | 集英社                 |
| 卷數 | 發售日期       | ISBN                   |
| ---- | -------------- | ---------------------- |
| 1    | 2015年7月29日  | ISBN 978-4-08-845421-4 |
| 2    | 2015年11月30日 | ISBN 978-4-08-845485-6 |
| 3    | 2016年3月30日  | ISBN 978-4-08-845541-9 |
| 4    | 2016年11月30日 | ISBN 978-4-08-845670-6 |
| 5    | 2017年4月30日  | ISBN 978-4-08-845747-5 |
| 6    | 2017年10月30日 | ISBN 978-4-08-845837-3 |
| 7    | 2018年5月30日  | ISBN 978-4-08-844037-8 |

## 電影

### 演員列表
- 町田一：細田佳央太
- 豬原奈奈：關水渚
- 冰室雄 : 岩田剛典
- 高嶋櫻：高畑充希
- ：前田敦子
- 西野亮太：太賀
- 吉高洋平：池松壯亮
- 吉高葵：戶田惠梨香
- 日野：佐藤浩市
- ：北村有起哉
- 町田百香：松嶋菜菜子

## 外部連結
- 漫畫官方網站 （页面存档备份，存于）（日語）
- 電影官方網站 （页面存档备份，存于）（日語）
- 電影的X（前Twitter）
- 電影的Instagram帳戶